# Nederländska västindiska kompaniet

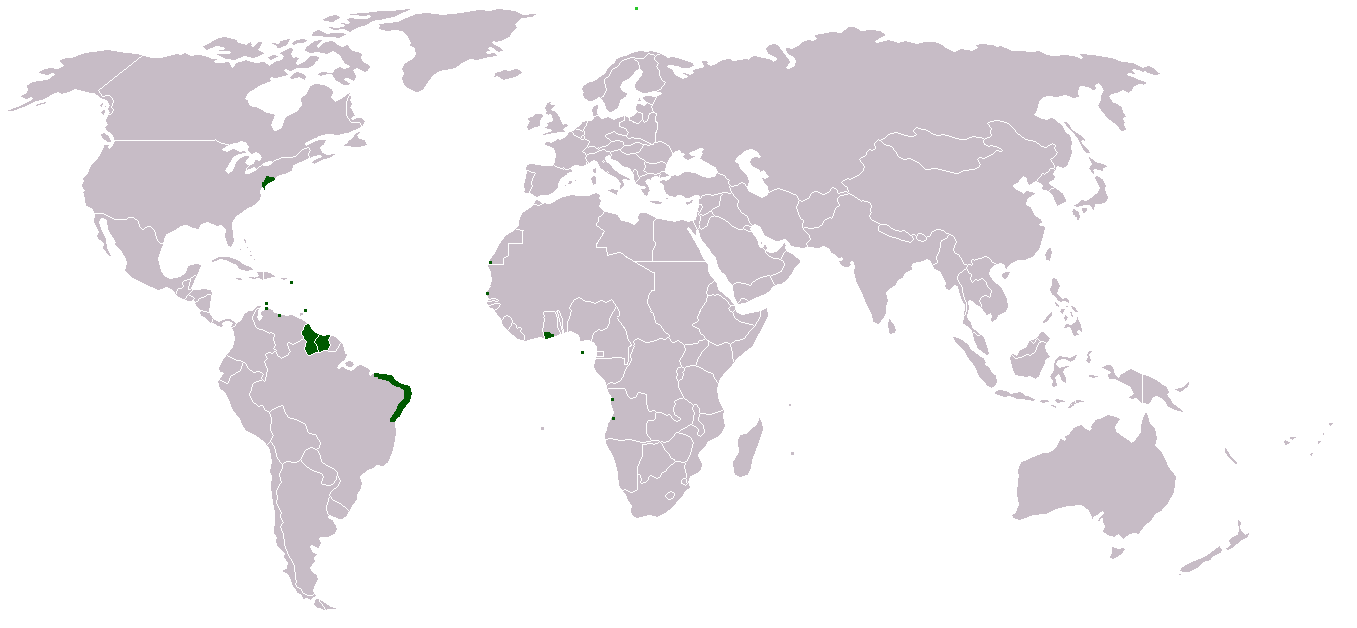
Områden tillhörande GWIC

Nederländska västindiska kompaniet (nederländska: Geoctrooieerde Westindische Compagnie; nederländskt uttal: [ɣəʔɔktroːˈjeːrdə ʋɛstˈɪndisə kɔmpɑˈɲi], förkortat GWIC), gavs kompaniprivilegier av Republiken Förenade Nederländerna den 3 juni 1621 och var en nederländsk handelsorganisation under 1600- och 1700-talen. Det hade handelsmonopol med de nederländska kolonierna samt med Västafrika, Nord- och Sydamerika. Kompaniet hade även tidvis rätt att bedriva kaparverksamhet mot den spanska handelsflottan.